# Ford GT70
La Ford GT70 était une voiture de sport en série limitée conçue par Ercole Spada, fabriquée par Ford Royaume-Uni en 1970 et destinée à être utilisée dans le Championnat du monde des rallyes. Conçue pour rivaliser avec des voitures de rallye rapide telles que la Porsche 911 et la Renault Alpine, la GT70 était équipée d'un moteur central à propulsion arrière. Len Bailey, qui avait été l'ingénieur en chef du projet Ford GT40, a été engagé pour aider à concevoir la carrosserie et le châssis. La GT70 a eu peu de succès en rallye car elle a souffert de nombreux problèmes tels que le cadre n'étant pas assez rigide, le cockpit étant exigu et le moteur V6 des voitures d'origine ayant un centre de gravité trop élevé. Bien que le but prévu pour la GT70 ait été le rallye, les changements de règles du Championnat du monde des rallyes, ainsi que le fait que la plate-forme de la Ford Escort déjà développée était plus prometteuse, ont poussé les ingénieurs de Ford à abandonner la plate-forme, et en 1973, le programme GT70 a pris fin.

## Performance
La GT70 était initialement conçue pour utiliser une gamme de moteurs, les premières étant équipées du V6 Cologne de 2,6 litres développant 240 ch (179 kW) de la Ford Capri RS2600. L'une des voitures exploitées par Ford France a ensuite échangé son V6 contre un moteur quatre cylindres en ligne Cosworth BDA de 1,6 litre afin de réduire le centre de gravité pour la course. Les GT70 portaient également des carrosseries en fibre de verre pour gagner du poids et étaient équipées de roues de 13 pouces à quatre goujons et à quatre rayons conçues spécialement pour la voiture par Len Bailey.

## Production
Seulement six GT70 ont été construites. L'une a disputé le rallye Ronde Cevenole 1971 en France, conduite par Roger Clark, mais elle a été en proie à des problèmes moteur, de suspension et de freinage. Une autre a couru dans le Tour de France Automobile 1971, conduite par François Mazet avec son partenaire Jean Todt. Malheureusement, ils n'ont pas pu terminer après être entrés en collision avec un parapet de pont dans les Alpes. Une troisième a été modifiée par Ford France avec un moteur quatre cylindres en ligne Cosworth BDA de 1,6 litre, une boîte de vitesses Hewland à 5 vitesses et une livrée BP, elle a participé aux championnats de France sur asphalte 1972 et 1973 avec Guy Chasseuil comme pilote. Un châssis a été utilisé comme voiture de presse et un autre a été utilisé pour le développement de voitures de course. La GT70 modifiée et exploitée à l'origine par Ford France a été restaurée en 2002, et équipée d'un moteur Cosworth BDG de 2 litres.

## Concept car GT-70
Le 6ème châssis restant était équipé d'une carrosserie conçue par Filippo Sapino au studio Ford Design Europe à Turin et réalisée par la Carrozzeria Ghia nouvellement acquise. Le concept-car résultant a été présenté au Salon de l'auto de Turin en 1971. La voiture comportait un couvercle de coffre plat et de faux contreforts de style fastback,.